# Operation Whirlwind
Operation Whirlwind — компьютерная игра 1983 года, выпущенная компанией Broderbund Software для компьютеров Commodore 64 и 8-битных Atari.

## Игровой процесс
Operation Whirlwind — это стратегическая игра батальонного уровня, действие которой разворачивается на севере Франции.
Игроки управляют танками, артиллерией и взводами пехоты, передвигая их по детальной тактической карте. В роли противника выступает компьютер. В фазе перемещения игрок передвигает юниты с помощью курсора, а скрытые вражеские юниты обнаруживают себя, стреляя по силам игрока. По мере приближения подразделений к противнику интенсивность обстрела возрастает, что потенциально может привести к потере силы подразделением или к вынужденному прекращению наступления. Игроки могут выбрать быстрое продвижение, пожертвовав при этом некоторыми юнитами, или предпочесть более безопасный подход с осторожным продвижением вперёд.
В фазе штурма отряды вступают в ближний бой. Инженеры используются для восстановления мостов, чтобы облегчить продвижение вперед.

## Прием
В обзоре игры для журнала Computer Gaming World Марк Баусман отметил: «Хотя она и не такая сложная, как некоторые компьютерные варгеймы, в ней присутствуют элементы хорошей тактической дуэли». Softline счёл что доступность игры является плюсом: «Для людей, которые избегают сложных игр Strategic Simulations и Avalon Hill просто потому, что на каждую уходят часы жизни и нужно отслеживать огромное количество информации, Operation Whirlwind — просто дар небесный». Рецензент также похвалил качество руководства. Майк Синглтон в обзоре для журнала Computer & Video Games положительно Operation Whirlwind за ее стратегическую сложность и то, как ей удается избежать скучности, зачастую присущей жанру.

### Обзоры
- Electronic Fun with Computers & Games — февраль 1984[5].
- Zzap! — июль 1985[6].